# فرنسيس إيزيدور باور
فرنسيس إيزيدور باور (بالإنجليزية: Francis Isidore Power)‏ هو كاتب عدل ‏ أسترالي، ولد في 1852 في South Brisbane, Queensland ‏ في أستراليا، وتوفي في 1912 في غمبيا في أستراليا.